# Eat Me Alive
Eat Me Alive ist ein Lied der britischen Heavy-Metal-Band Judas Priest. Es wurde von Glenn Tipton, Rob Halford und K. K. Downing geschrieben und erschien 1984 auf dem Album Defenders of the Faith.

## Musikstil
Eat Me Alive ist in mittlerem Tempo gehalten und balanciert zwischen „moderater musikalischer Sophistikation und kommerzieller Zugänglichkeit“.

## Text und Kontroverse
Steve Huey von Allmusic bezeichnete Eat Me Alive als „lächerliche Ode an rauhen Sex“. Sheila Whiteley führt das Stück als Beispiel für eine im Heavy Metal erzeugte Stimmung „aggressiver Sexualität“ an. Nach dem Verständnis der Autoren von Dancing in the Dark: Youth, Popular Culture and the Electronic Media stellt der Text den sexuell stimulierten Mann als die Frau eroberndes und mit ihr sodomierendes Tier dar; der Text scheine Sex klar in Vergewaltigung zu verwandeln. Tipper Gore und andere hingegen sehen mit Waffengewalt erzwungenen Oralverkehr als Thema des Lieds an; das unter anderem von Gore gegründete Parents Music Resource Center nahm Eat Me Alive in seine 1985 veröffentlichte Liste der Filthy Fifteen auf, versehen mit der Kennzeichnung X aufgrund der sexuellen Inhalte. Die Band reagierte mit dem Lied Parental Guidance, das auf dem Nachfolger Turbo erschien, auf die Kontroverse.

## Coverversionen
Eat Me Alive wurde von Angelcorpse 1999 für das Tributalbum Hell Bent for Metal – Tribute to Judas Priest und 2001 von Zorg für Worship Judas Priest – A Tribute to Judas Priest gecovert.